# Франц I Стефан
Франц I Стефан (фр. François Ier Etienne, нем. Franz I. Stephan; 8 декабря 1708, Нанси — 18 августа 1765, Инсбрук) — герцог Лотарингии с 27 марта 1729 года (под именем Франциск III), герцог Бара с 27 марта 1729 года (под именем Франсуа III Этьен), великий герцог Тосканы с 9 июля 1737 года (под именем Франческо II), император Священной Римской империи германской нации (соправитель своей супруги) с 13 сентября 1745 года. Представитель Лотарингского дома и основатель лотарингской ветви немецких Габсбургов (царствовавшей в Австрии в 1745—1918 годах).

## Герцог Лотарингский
Франц Стефан был вторым сыном лотарингского герцога Леопольда-Иосифа и французской принцессы Елизаветы-Шарлотты Орлеанской, а потому получил престол отца (в 1729 году) только вследствие неожиданной смерти старшего брата, Леопольда-Клеменса (в 1723 году).
Любимой мечтой, издавна занимавшей отца, а потом и сына, был брак с дочерью последнего из Габсбургов Марией Терезией. С 1723 года Франц Стефан переезжает в Вену и остается здесь 6 лет, до смерти отца, под особым покровительством императора Карла VI. Общительный, живой, добродушный и весёлый, настоящий сангвиник, молодой герцог выказывал меньше охоты к занятию науками, чем к приятному препровождению времени, к наслаждению жизнью, и со страстью отдавался охоте, подобно императору Карлу VI, своему будущему тестю.

## Зять-наследник
В 1732 году он был назначен императорским наместником в Венгрию, население которой узнало его и полюбило ещё раньше, во время его первой инспекторской поездки. Одно время казалось, что его склонность к Марии Терезии и её любовь к нему встретят препятствия в политике. Неудачная война за польское наследство, враждебность Франции и Испании, а также претензии баварских Виттельсбахов на австрийское наследство после смерти Карла VI, заставляли думать, что утверждение прагматической санкции европейскими державами встретит громадные затруднения; поэтому в Вене был составлен план двойного брака — Марии Терезии, как наследницы корон австрийской, чешской и венгерской, с баварским наследным принцем, а её сестры — с испанским инфантом Дон Карлосом.
Ввиду того, что Бартенштейн, главный министр и любимец Карла VI, и принц Евгений Савойский не особенно благоволили к габсбургско-лотарингскому браку, успех его был сомнителен; тем не менее, после Венского мира 1735 года, он опять выступил на первый план, но Франц Стефан вынужден был при самом заключении брака с Марией Терезией отдать Франции герцогство Бар, отказаться от Лотарингии в пользу тестя французского короля, Станислава Лещинского, бывшего короля Польши, а взамен Лотарингии получить Тоскану, после смерти последнего из Медичи.
Назначение Франца Стефана наместником Нидерландов и обещание руки Марианны, сестры Марии Терезии, его брату, было вознаграждением за жертву, которую принес лотарингский дом, отказавшись от родной страны.
В турецкой войне конца 1730-х годов Франц Стефан участвовал без особенного отличия.

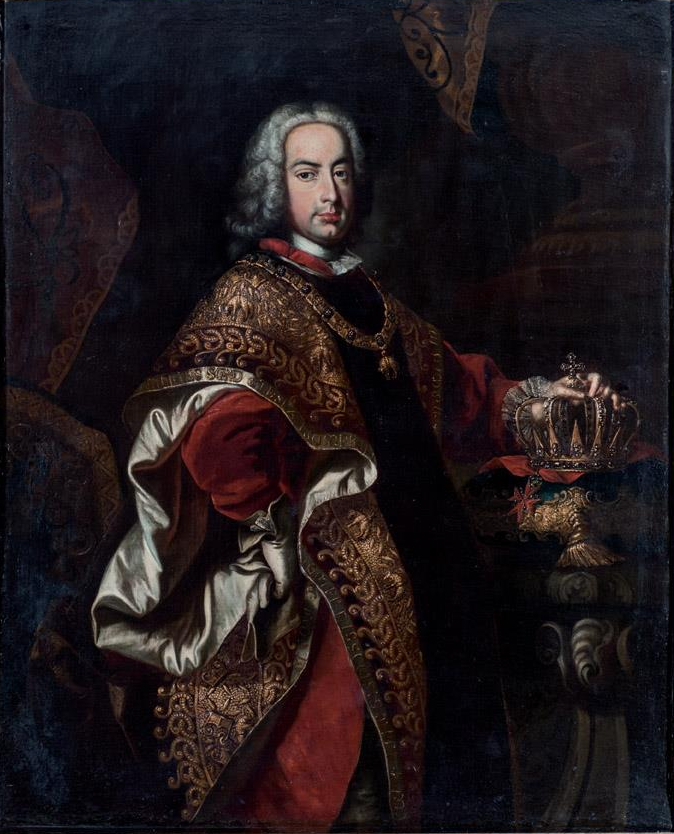
Франц Стефан в регалиях ордена Золотого руна (1736)

Когда умер последний Медичи (1737), Франц Стефан со своей молодой женой отправился во Флоренцию, чтобы вступить во владение Тосканой, но скоро вернулся в Вену.
Когда Мария Терезия вступила на престол, Франц Стефан стал мужем государыни, но не государем; жена любила его всей душой, но ревниво охраняла свои властные права, и он был её соправителем только по имени. Он ясно чувствовал своё второстепенное положение и говорил то шутливо, то безрадостно, что он только гость при австрийском дворе.

## Император
В 1742 году, убедившись, что полководческих талантов у него нет, он сложил с себя звание главнокомандующего.
В 1745 году он был избран священноримским императором, 4 октября последовало его коронование во Франкфурте. Через него императорский статус распространился на Марию Терезию, что в делах внешней политики подняло его на один уровень с супругой. Внутренних дел он мало касался; только в 1763 году Мария Терезия поставила его во главе финансового ведомства. Он выступал за союз с морскими державами, в противоположность новой системе — союза с Францией, к которому с 1749 года стал склоняться Кауниц.
Усиление Кауница и его огромная роль во внутренней и внешней политике приводила его к столкновениям с императором. В 1764 году Франц Стефан устроил избрание старшего своего сына, Иосифа, в римско-германские короли.
Он интересовался естественными науками, по которым оставил большие, хорошо подобранные коллекции.

## Дети
12 февраля 1736 года Франц женился на Марии Терезе Австрийской. В этом браке родились:
1. Мария Елизавета (1737—1740)
2. Мария Анна (1738—1789), монахиня
3. Мария Каролина (1740—1741)
4. Иосиф (1741—1790), император Иосиф II (1765—1790)
5. Мария Кристина (1742—1798), в 1765 году вышла замуж за Альберта Саксен-Тешенского
6. Мария Елизавета (1743—1808), монахиня
7. Карл Иосиф (1745—1761), эрцгерцог
8. Мария Амалия (1746—1804), в 1769 году вышла замуж за Фердинанда, герцога Пармского
9. Леопольд (1747—1792), великий герцог Тосканский, затем император Леопольд II (1790—1792)
10. Мария Каролина (1748—1748)
11. Мария Йоанна (1750—1762)
12. Мария Йозефа (1751—1767)
13. Мария Каролина (1752—1814), в 1768 году вышла замуж за Фердинанда I, короля Обеих Сицилий
14. Фердинанд (1754—1806), эрцгерцог Австрийский и Моденский
15. Мария Антония (Антуанетта) (1755—1793), в 1770 году вышла замуж за короля Франции Людовика XVI
16. Максимилиан Франц (1756—1801), великий магистр Тевтонского ордена